# Artesa de Lleida
Artesa de Lleida è un comune spagnolo di 1 313 abitanti situato nella comunità autonoma della Catalogna.